# Obusier de 122 mm M1909/37
L'obusier M1909/37 est un obusier soviétique de 122mm. Il est une modernisation de l'obusier M1909 de 122 mm de la Première Guerre mondiale. Ce canon participa aux combats pendant la guerre germano-soviétique.